# Mondnagelkänguru
Das Mondnagelkänguru (Onychogalea lunata) ist eine ausgestorbene Beuteltierart aus der Familie der Kängurus (Macropodidae).

## Merkmale
Mondnagelkängurus waren mit bis zu 3,5 Kilogramm relativ kleine Kängurus. Ihr Fell war an der Oberseite grau gefärbt, die Schultern und die Flanken waren leicht rötlich; die Unterseite war weiß. Namensgebendes Merkmal war der weiße, halbmondförmige Schulterstreifen, daneben befanden sich undeutliche weiße Streifen an der Hüfte. Der Schwanz wies wie bei allen Nagelkängurus an der Spitze einen kleinen, teilweise vom Fell verborgenen Sporn auf. Wie bei den meisten Kängurus waren die Hinterbeine deutlich länger und kräftiger als die Vorderbeine.

## Verbreitung und Lebensweise
Das ursprüngliche Verbreitungsgebiet der Mondnagelkängurus umfasste weite Teile des Inneren Australiens, daneben lebten sie auch im südwestlichen Western Australia. Ihr Lebensraum waren offene Wälder und  mit Mulga bestandene Savannengebiete. Über ihre Lebensweise ist wenig bekannt. Sie waren nachtaktiv und verbargen sich tagsüber im Pflanzendickicht. Wie die anderen Nagelkängurus lebten sie vorwiegend einzelgängerisch, ihre Nahrung bestand aus Gräsern und Kräutern.

## Aussterben
Noch bis zum Ende des 19. Jahrhunderts waren Mondnagelkängurus relativ häufig, dann setzte ein dramatischer Rückgang der Populationen ein. Hauptgrund dafür dürfte die Nachstellung durch eingeschleppte Raubtiere, insbesondere Füchse gewesen sein, hinzu kamen Buschfeuer und die Nahrungskonkurrenz durch eingeschleppte Haustiere und Kaninchen. Im zentralen Australien hielten sich die Tiere etwas länger als in Western Australia. Die letzten Tiere wurden in den 1950er-Jahren gesehen, Berichte von Aborigines deuten an, dass sie bis in die 1960er-Jahre überlebt haben könnten. Heute ist die Art ausgestorben.

## Zoosituation
In Europa wurde die Art in Frankfurt und London gepflegt.

## Belege
1. ↑  Mondnagelkänguru (Onychogalea lunata) auf zootierliste.de